# Italiener in Düsseldorf
Italiener in Düsseldorf bildeten zum Stichtag 31. Dezember 2007 mit 6890 Personen nach Türken und Griechen die drittgrößte Gruppe ausländischer Staatsbürger. Somit stellten sie an der gesamten Bevölkerung (585.858 Einwohner) Düsseldorfs einen Anteil von rund 1,2 Prozent, an der ausländischen Bevölkerung (100.572 Einwohner) einen Anteil von etwa 6,9 Prozent.

## Geschichte

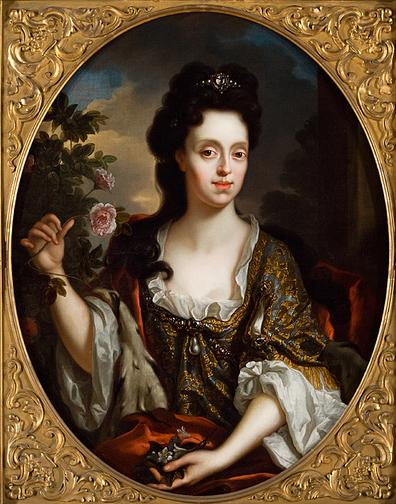
Kurfürstin Anna Maria Luisa de’ Medici, unbekannter Künstler, 1691

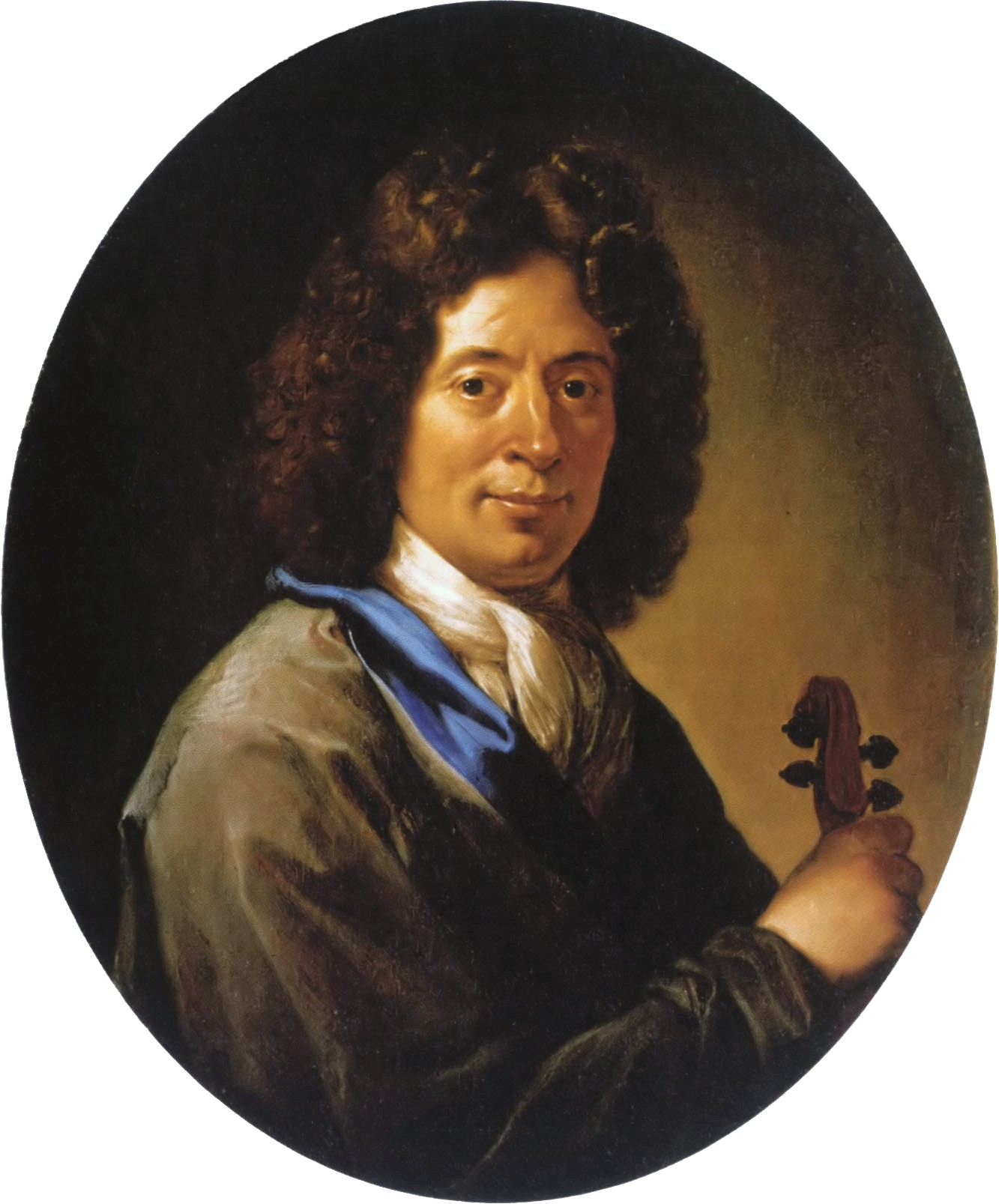
Arcangelo Corelli, gemalt von Jan Frans van Douven

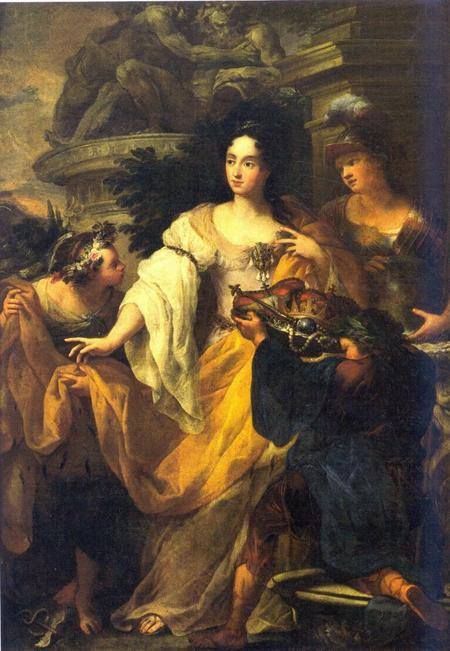
Antonio Bellucci: Minerva, Merkur und Plutus huldigen der Kurfürstin Anna Maria Luisa, nach 1706

1548, in der Regierungszeit Wilhelm des Reichen (1539–1591), ist am Düsseldorfer Hof der Vereinigten Herzogtümer Jülich-Kleve-Berg der aus Bologna gebürtige Festungsarchitekt Alessandro Pasqualini der Ältere als Landesbaumeister geschichtlich greifbar. Zur Verstärkung der Stadtbefestigung wurde er ab 1549 zunächst damit beauftragt, unmittelbar südlich der Stadt am Rhein eine Zitadelle zu errichten, in deren Mauern zeitweise auch der Bau eines neuen herzoglichen Schlosses nach dem Schema des palazzo in fortezza angedacht war. Alessandro Pasqualini der Ältere leitete in der Folgezeit bis zu seinem Tod im Jahre 1559 den Bau eines repräsentativen Renaissanceschlosses, von dem heute noch der Turm am Burgplatz erhalten ist. In der zweiten Hälfte des 16. Jahrhunderts ist ein Sohn des Hofbaumeisters, Alexander Pasqualini der Jüngere, in der Stadt nachweisbar. Auf seinen Entwürfen gründete der Bau des Rathauses am Marktplatz. Eine seiner Schwestern ist als Hofdame in Düsseldorf erwähnt.
Während der Regierungszeiten Wolfgang Wilhelms und Philipp Wilhelms von der Pfalz (1653–1679) waren am prunkvollen jülich-bergischen Hof in Düsseldorf neben dem Oberingenieur Johann Lollio, dem Architekten des ersten Schlosses Benrath, auch italienische Kapellmeister und Komponisten als Fachleute für italienische Musik engagiert, unter anderen Giacomo Negri, Egidio Hennio, Giovanni Battista Mocchi und Biagio Marini. Philipp Wilhelms Sohn, der spätere Kurfürst Jan Wellem, war ebenfalls der italienischen Musik zugetan, so wirkten an seinem Hof die Italiener Carlo Luigi Pietragrua, Sebastiano Moratelli und Agostino Steffani, Letzterer als Präsident der damals in Düsseldorf ansässigen kurpfälzischen Regierung auch in politischer Hinsicht die rechte Hand des Kurfürsten. Drei Opern Steffanis wurden im Opernhaus an der Mühlenstraße uraufgeführt: Arminio (1707), Tassilone und Amor viene dal destino (1709). Libretti für Düsseldorfer Opern Stefanis schrieb Jan Wellems Hofpoet und Sekretär Stefano Benedetto Pallavicini. Ebenfalls als Librettist betätigte sich der Düsseldorfer Hofkammerrat Giorgio Maria Rapparini. Agostino Steffani, der als kurpfälzischer Regierungspräsident und als Apostolischer Vikar primär politische Aufgaben erledigte, war es, der den 25-jährigen Georg Friedrich Händel im August 1710 nach Düsseldorf holte, um seine Musik dem Kurfürstenpaar vorzuführen. Ob auch Arcangelo Corelli, der dem Kurfürsten 1708 ein Kammerkonzert schickte, sich am Düsseldorfer Hofe aufhielt, in nicht belegt. Jedenfalls wurden die erst 1714 in Amsterdam posthum erschienenen Concerti grossi op. 6 Corellis auf Veranlassung des Kardinalnepoten Pietro Ottoboni 1712 dem Kurfürsten Jan Wellem gewidmet.

## Entourage von Anna de’ Medici
Im Gefolge seiner zweiten Gemahlin, Anna Maria Luisa de’ Medici, einer Tochter des Großherzogs der Toskana, kamen ab 1692 eine ganze Reihe italienischer Kaufleute in die Stadt und brachten neue Züge in deren Wirtschaftsleben. Ein italienischer Bankier namens Feretti ist in jener Zeit als Finanzberater am Hofe erwähnt. Mit der Kurfürstin kam 1692 ihr Leibarzt Giovanni Cosimo Bonomo nach Düsseldorf. Er schrieb sich durch die Entdeckung der Grabmilben als Ursache der Krätze in das Gedächtnis der Menschheit ein. Auch die Einführung italienischer Fastnachtsbräuche am Düsseldorfer Hof wird Anna Maria Luisa de’ Medici zugeschrieben. 1695 holte Jan Wellem den italienisch-flämischen Bildhauer Gabriel Grupello nach Düsseldorf. Zur Verherrlichung des Kurfürsten schuf dieser das bekannte Jan-Wellem-Reiterdenkmal am Marktplatz. Den venezianischen Architekten Matteo Alberti holte Jan Wellem ebenfalls an seinen Hof, wo er am 3. März 1695 als Graf d’Alberti in den kurpfälzischen Adelsstand erhoben wurde und seither neben Grupello eine hervorgehobene Stellung einnahm. Er entwarf das Karmelitinnenkloster St. Joseph und den Konvent der Coelestinerinnen in Düsseldorf. Der Venezianer Giacomo Leoni, der später als Wegbereiter des Palladianismus in England Bedeutung erlangte, war einige Jahre lang ein Düsseldorfer Schüler Albertis gewesen.

## Residenz
Des Weiteren wirkte Domenico Martinelli in Düsseldorf, um den barocken Ausbau des Residenzschlosses zu betreiben. Zu den italienischen Malern, die Jan Wellem an seinen Hof holte, zählten Antonio Bellucci und Giovanni Francesco Cassioni. 1704 standen ferner der Bildhauer Benedetto Antonucci, die Maler Domenico Zanetti, Antonio und Fabrizio Bernardi, die Stuckatoren Luca und Carlo Bonaveri und Francesco Orsolini, der Gipsmarmorierer Camillo Gualandi (Gualardi) sowie der Vergolder Antonio Busi und seine Frau in den Diensten des Kurfürsten. 1713 kam aus London der bereits arrivierte Maler Giovanni Antonio Pellegrini an den kurfürstlichen Hof. 1716–1717 errichtete Simon Sarto, ein Baumeister vermutlich italienischer Herkunft, als Grablege der Düsseldorfer Wittelsbacher das Mausoleum des Hauses Pfalz-Neuburg an der Apsis der Hof- und Jesuitenkirche St. Andreas. 1697 richtete der Kurfürst seinem Schwager Gian Gastone de’ Medici die Feierlichkeiten zur Hochzeit mit Anna Maria Franziska von Sachsen-Lauenburg im Düsseldorfer Schlosse aus. Die glück- und kinderlose Verbindung zwischen dem ungleichen Ehepaar führte allerdings in ein Fiasko und in den Untergang des Hauses Medici. Kurfürstin Anna Maria Luisa, die während ihres 26-jährigen Aufenthalts am Rhein und in Neuburg stets Italienerin geblieben war, sich stets mit italienischem Hofpersonal und Künstlern umgeben sowie nie richtig Deutsch gelernt hatte, kehrte nach dem Tod ihres Gemahls in die Toskana zurück. Mit dem Tode des Kurfürsten und der Abreise der Kurfürstin erloschen das Hofleben und die barocke Hochblüte Düsseldorfs. Nur noch Komödiantentruppen, halb Akrobaten, halb Musiker, gaben sich im Kaffeehaus der Brüder Zuccarini am Burgplatz ein Stelldichein. Allerdings blieb die italienische Sprache noch bis zum Ende des 18. Jahrhunderts – neben Französisch und Deutsch – die Sprache der Düsseldorfer Aristokratie. Aufgrund der noch in Anna Maria Luisas Düsseldorfer Zeit erbauten Gemäldegalerie war 1774, als der schwedische Philologe und Forschungsreisende Jakob Jonas Björnståhl das Kulturleben der jülich-bergischen Hauptstadt erkundete, der Nachruhm der italienischen Kurfürstin so stark und verklärt, dass er meinte, die Medicäerin und ihre Entourage hätten dort „die Künste eingeführt und das Gefühl des Schönen gegründet.“
In den 1760er Jahren war der Stuckateur Giuseppe Antonio Albuccio im Auftrag des Kurfürsten Carl Theodor mit der Innendekoration der Schlösser Jägerhof und Benrath beschäftigt. Ein bedeutender Kaufmann in der Stadt war der Galanteriewaren- und Parfumhändler Julius Cäsar Farina (1750–1829), Sprössling der italienischen Familie Farina, die sich im 18. Jahrhundert, aus Santa Maria Maggiore im Piemont kommend, auch in Düsseldorf niedergelassen hatte. Ein weiterer Sprössling italienischer Immigranten war der Kaufmann Lorenz Cantador, der während der Deutschen Revolution 1848/49 das Kommando der städtischen Bürgerwehr führte und in verschiedenen politischen Aktionen für den Gedanken der Volkssouveränität eintrat.

## Bergisches
Von 1808 bis 1813 hatte Napoleon Bonaparte, ein gebürtiger Korse, seit 1804 Kaiser der Franzosen und seit 1805 auch König von Italien, die Regentschaft des Großherzogtums Berg inne. Beim Besuch seiner Hauptstadt Düsseldorf im Jahre 1811 wurde er feierlich begrüßt. Die Kaiserstraße und der Napoleonsberg im Hofgarten erinnern an diese Zeit. Wenngleich Napoleon in direkter Weise zwar nicht als Italiener gilt, denn kurz vor seiner Geburt hatte die Republik Genua Korsika an Frankreich verkauft, so wurzelte er durch seine korsische Herkunft dennoch stark in italienischer Lebensart, die sich etwa in seinem ausgeprägten Familiensinn ausdrückte. Diesem Familiensinn verdankte es seine Schwester Caroline, dass sie von Napoleon 1806 an der Seite ihres Gemahls Joachim Murat zur Großherzogin von Berg erhoben wurde. Ihr Großherzogtum und dessen Hauptstadt Düsseldorf hatte sie indes nie betreten.

## Moderne
Während bis zur Mitte des 20. Jahrhunderts Italiener in Düsseldorf lediglich im Zuge einer Durchreise, eines vorübergehenden Aufenthalts oder einer vereinzelten Ansiedlung nachweisbar sind, zum Beispiel die Ansiedlung von Pietro da Forno im Jahre 1912, der noch vor dem Ersten Weltkrieg in Düsseldorf mit der Eisherstellung und dem Eisverkauf begann, so entwickelte sich um etwa 1960, im Zusammenhang mit dem als Wirtschaftswunder bezeichneten wirtschaftlichen Aufstieg der Bundesrepublik Deutschland, ein reger Zuzug von Italienern, besonders aus den agrarisch geprägten süditalienischen Regionen Kalabrien, Sizilien, Basilikata und Apulien (siehe Italiener in Deutschland). Ein Düsseldorfer Betrieb, der seinerzeit in besonderem Maße italienische Gastarbeiter anwarb, war die Gerresheimer Glashütte. In den 1960er Jahren hatte das Erzbistum Köln bereits zwei hauptamtliche italienische Prediger und richtete 1964 eine Nebenstelle in Düsseldorf ein. Ein wachsender Bedarf zeigte sich an weiteren italienischen Missio cum cura animarum im Umland, die bereits 1966 etwa in Neuss und Remscheid folgten. Katholische Gottesdienste in italienischer Sprache werden in den Kirchen St. Katharina und Heilige Dreifaltigkeit abgehalten. In der Ludwig-Wolker-Straße 10 in Pempelfort unterhält die Missione Cattolica Italiana ein katholisches Pfarramt für Italiener. In der Becherstraße 25 in Derendorf liegt das Gemeindezentrum der Missione Cattolica Italiana.

## Heutige Bedeutung der Italiener in Düsseldorf
Durch zahlreiche Eisdielen, Restaurants und Pizzerien prägen Italiener die Gastronomie der Landeshauptstadt Düsseldorf heute wesentlich. In allen Stadtteilen sind sie vertreten, typischerweise in der Form von Familienbetrieben. Als besondere Schwerpunkte und Verdichtungsbereiche der italienisch geprägten Gastronomie gelten die Stadtteile Pempelfort, Oberkassel und Altstadt. Auch viele Feinkostgeschäfte mit einer speziellen Auswahl von Lebensmitteln und Alkoholika italienischer Herkunft oder Rezeptur werden von Italienern betrieben. Im Kleingewerbe wie dem der Friseure, Schneider und Kleinhändler sind ebenfalls häufig Italiener anzutreffen. In Gerresheim trägt ein Bereich von Werkswohnungen an der Heyestraße den Beinamen Klein-Italien, weil er schon seit einigen Jahrzehnten dicht von Italienern bewohnt wird. In der Spielzeit 2003/04 verhalf der kampanische Fußballtrainer Massimo Morales seinem in der vierten Liga spielenden Verein Fortuna Düsseldorf zum Aufstieg in die Fußball-Regionalliga.

## Bekannte Italiener der Gegenwart mit Verbindung zu Düsseldorf
- Angelo Colagrossi, Regisseur, lebte jahrelang mit Hape Kerkeling in Düsseldorf
- Ricardo Marinello, in Düsseldorf geborener Operntenor
- Massimo Morales, Fußballtrainer von Fortuna Düsseldorf in der Spielzeit 2003/2004
- Giuseppe Pisano, in Düsseldorf geborener Fußballspieler
- Fabiana Trani, Harfenistin in Düsseldorf